# Tom Clancy's Ghost Recon Advanced Warfighter 2
Tom Clancy's Ghost Recon : Advanced Warfighter 2 est un jeu vidéo de tir tactique édité par Ubisoft en 2007. Il fait partie de la série Ghost Recon. En 2012, une suite à Advanced Warfighter 2 intitulée Ghost Recon: Future Soldier voit le jour.

## Système de jeu
L'équipement du capitaine Mitchell et de ses soldats s'est quelque peu amélioré avec notamment l'amélioration du petit écran qui permet de garder un œil sur ses coéquipiers avec son ATH. Il s'appelle désormais le Cross-Com 2.0 et a la possibilité de s'afficher en plein écran désormais. En plus de cette amélioration au niveau de l'ATH, le M.U.L.E., un véhicule blindé télécommandé par le joueur et servant d'armurerie mobile peut être utilisé dans certains niveaux. L'IA a elle aussi été amélioré et principalement celle des alliés.
Les développeurs se sont inspirés du FÉLIN, le système de combat individuel destiné au fantassin français du XXIe siècle[réf. nécessaire].

## Scénario
Des terroristes révolutionnaires mexicains tentent un second coup d'état après celui manqué lors du premier opus de Advanced Warfighter et transforment rapidement la Ciudad de Juarez, à la frontière des États-Unis en un véritable champ de bataille. Une unité d'élite de l'armée américaine, les Ghost, dirigée par le capitaine Mitchell, doivent reprendre le combat et sauver le Mexique et le Sud des États-Unis d'une terrible guerre en éradiquant les rebelles mexicains.

## Bande-son
Le sound design a été créé par Frédéric Devanlay pour Big Wheels Studio.

## Récompenses
- Milthon 2007 du meilleur jeu sur console de salon

## Multijoueur
À la suite de la fermeture de GameSpy le 31 mai 2014, qui assurait jusqu'alors le rôle de plateforme pour de nombreux serveurs, Gamemaster a créé Ghost Recon Launcher afin de pallier cette carence et permettre de nouveau la tenue de serveurs multijoueur autrement que par Local Area Network.

## Apparitions
- Dans le film Seuls Two, Curtis joue au jeu dans une Fnac.